# منتزه آومي الحضري الرياضي
منتزه آومي الحضري الرياضي (باليابانية: 青海アーバンスポーツパーク) ، Oumi ābansupōtsupāku) هي منشأة رياضية مؤقتة في جنوب العاصمة اليابانية طوكيو في منطقة كوتو.
بناء المنشأة الرياضية في ساحة في منطقة آومي. حيث تستضيف مسابقات كرة السلة 3x3 وفعاليات التسلق هنا في دورة الالعاب الاولمبية الصيفية 2020 .
يوجد بالقرب من القرية الأولمبية وغيرها من أماكن الألعاب الأولمبية مثل ساحة Ariake أو مدرج أرياك

## روابط إنترنت
- 2020games.metro.tokyo.jp: حديقة آومي الحضرية الرياضية (الإنجليزية)

## دليل فردي
1. ↑  "Olympic Sports : Skateboarding｜The Tokyo Organising Committee of the Olympic and Paralympic Games" (بالإنجليزية).